# The Late Late Show (franquicia)

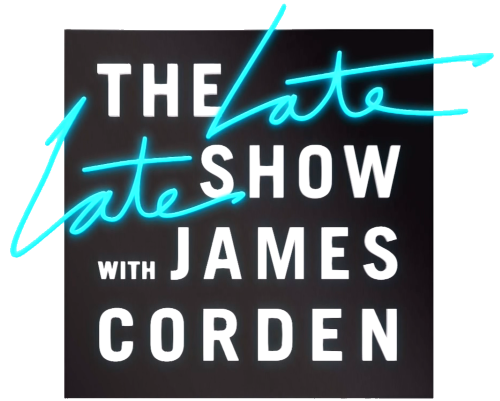
Logo del programa

The Late Late Show es un programa de comedia de variedades y entrevistas de televisión nocturno estadounidense en CBS. Se emitió por primera vez en enero de 1995, con el presentador Tom Snyder, a quien siguieron Craig Kilborn, Craig Ferguson y el actual presentador James Corden. El programa se origina en Television City en Los Ángeles. La franquicia terminó con Corden el 27 de abril de 2023.

## Formato
El programa se diferenció de la mayoría de los programas de entrevistas nocturnos durante sus primeras dos décadas al aire por no utilizar una banda en vivo ni un locutor en el estudio. El monólogo de apertura tradicional también buscaba ser diferente al de otros programas nocturnos que tendían a evitar bromas con chistes durante los mandatos de Snyder y Ferguson a favor de una breve introducción conversacional cuando Snyder era el presentador y una apertura (Cold Open) con una parodia musical, interacción con la audiencia, un breve boceto o interacción entre Ferguson y Geoff Peterson (personaje animatronico) seguido de una introducción anecdótica de corriente de conciencia durante la mayor parte de los años de Ferguson. Si bien Craig Kilborn abrió con un monólogo, tendió a ser más breve que el utilizado en otros programas nocturnos. El enfoque de Corden al monólogo ha sido un híbrido entre chistes de remate de actualidad y una corriente de conciencia, aunque por lo general es muy breve, ya que el programa tiende a favorecer a las secciones grabadas más largas.
Si bien la mayoría de los programas de entrevistas nocturnos en los Estados Unidos cuentan con varios invitados individualmente, James Corden generalmente tiene a todos sus invitados al mismo tiempo de manera similar a la mayoría de los programas de entrevistas británicos (inspirándose en el estilo de The Graham Norton Show)

## Historia

### Tom Snyder (1995-1999)
Tom Snyder presentó el programa desde su inicio en enero de 1995 hasta marzo de 1999. La elección de Snyder como presentador la hizo David Letterman, cuyo contrato con CBS le dio (a través de la compañía de producción Worldwide Pants) el poder de producir el programa en el intervalo de tiempo inmediatamente posterior a su propio programa y que tenía afinidad con Snyder, cuyo anterior programa Tomorrow, había sido sucedido por Late Night with David Letterman . La franja horaria de CBS anteriormente transmitía repeticiones de Crimetime After Primetime. Snyder partió de CNBC para presentar el Late Late Show en CBS.
Letterman y Snyder tenían una larga historia juntos: un episodio de Tomorrow en 1978 presentado por Snyder se dedicó casi exclusivamente a una larga entrevista con los nuevos talentos de la comedia emergentes como el propio Letterman, Billy Crystal y Merrill Markoe. Y en 1982, cuando NBC canceló Tomorrow para pasar al Late Night with David Letterman de Letterman sucediéndolo en el intervalo de tiempo, NBC le había ofrecido un contrato a Snyder, pero lo rechazó para no competir contra Letterman.
El programa de Snyder contó con una mezcla de celebridades, políticos y otros creadores de noticias, pero por lo demás fue bastante diferente al programa presentado por Letterman. Snyder era un ex periodista, no un comediante, y su programa presentaba un formato de entrevista íntima sin público presente en el estudio, similar a su antiguo programa Tomorrow de la década de 1970, o al programa Charlie Rose y Later, que había abandonado el formato el año anterior y había sucedido el Late Night bajo Letterman en NBC. Aunque el programa carecía de una audiencia en el estudio, Snyder todavía daba con frecuencia monólogos conversacionales extensos, muchos de los cuales contenían bromas que provocaron risas audibles del personal de producción fuera de cámara. Sin la necesidad de una audiencia, el programa se originó en el íntimo Studio 58 en el CBS Television City.
A lo largo de la mayor parte de la ejecución del programa, también se transmitió simultáneamente en algunas estaciones de radio CBS, y Snyder aceptó llamadas de los espectadores/oyentes a la manera de Larry King; Para adaptarse a esto, el programa se transmitió en vivo en el este y centro de los Estados Unidos y por radio en el oeste, una rareza para los programas de entrevistas nocturnos que de otra manera habían hecho la transición a cinta, aunque debido a los contratos de sindicación existentes y la resistencia a renunciar al control local de los intervalos de tiempo, muchas estaciones, como WJZ-TV en Baltimore, lo retrasarían hasta las 3:05 a. m. Cuando Snyder estaba de vacaciones, el programa contó con presentadores invitados como Jon Stewart o Janeane Garofalo.
El saxofonista David Sanborn compuso e interpretó el tema musical y varias otras canciones que se presentaron en el programa, las cuales eran piezas de jazz suaves que se adaptaban al estado de ánimo discreto y de media noche del programa. Sanborn había sido previamente saxofonista invitado en The World's Most Dangerous Band durante los años del Late Night de Letterman . A diferencia de otros programas nocturnos, The Late Late Show no tenía una banda en vivo (una tradición que continuó con sus iteraciones bajo Kilborn y Ferguson) ni ningún locutor, excepto en el último episodio, cuando Snyder permitió que uno de los miembros de su personal hablara para anunciar una introducción.
Letterman le había ofrecido el lugar de Late Late a Garry Shandling, ex presentador invitado permanente de The Tonight Show, pero Shandling rechazó la oferta a favor de The Larry Sanders Show  (NBC se había acercado previamente a Shandling para suceder a Letterman en Late Night, pero él también había rechazado esa oferta). También le ofreció el espacio al presentador de Later, Bob Costas, quien también se negó.
Letterman luego insistió en Snyder a pesar de que CBS quería un presentador más joven con antecedentes de comedia y un formato de variedad de charlas nocturnas más tradicional. En 1998, la red supuestamente reafirmó su deseo de un presentador que pudiera atraer a un grupo demográfico más joven y le pidió a Worldwide Pants que no renovara el contrato de Snyder que terminaba en septiembre de 1999, aunque otros informes describen la decisión de irse como decisión del presentador, con Snyder informando a la gerencia que deseaba irse antes de que terminara su contrato, ya en enero de 1999. Snyder regresaría a CBS para presentar como invitado algunos episodios del Late Show mientras Letterman se recuperaba de una cirugía cardíaca en 2000.
El veterano productor de televisión nocturna Peter Lassally fue productor ejecutivo de la iteración del programa de Snyder y asesoró a Jon Stewart cuando era un presentador invitado que reemplazaba a Snyder.

### Craig Kilborn (1999-2004)
Cuando Snyder anunció que se iba, el programa se reformuló para parecerse a Letterman y otros importantes programas de entrevistas nocturnas. Craig Kilborn asumió el cargo en marzo de 1999, después de haber dejado The Daily Show (donde fue sucedido por Jon Stewart) para convertirse en el nuevo presentador de Late Late Show; anteriormente fue presentador de SportsCenter de ESPN.
Cuando Kilborn estaba en el programa, la presentación comenzaba con una imagen de una luna llena ondeando detrás de nubes estratos grises, con la afinación de una orquesta, mientras el locutor, la voz grabada y modulada del propio Kilborn, soltaba: "De la hermosa, hermosa Hollywood Hills en la soleada California, es tu Late Late Show con Craig Kilborn. Tonight...", y luego se anunciaron los invitados, respaldados por el tema principal del programa, compuesto por Neil Finn .[cita requerida] Luego se presentó Kilborn, "Damas y caballeros, *pausa* Mister Craig Kilborn", con la canción de la banda disco de la década de 1970 Wild Cherry " Play That Funky Music ".
Después del monólogo de Kilborn, se dirigió a su "escritorio de roble bávaro"[cita requerida] mientras el tema principal de Finn continuaba sonando con el coro "The Late Late Show está comenzando. El Late Late Show está comenzando ahora". Se dijo el "Desk Chat"[cita requerida] para ser la parte favorita de Craig del espectáculo.
Durante temporadas posteriores,  la apertura consistió en tomas de varios lugares de interés de Los Ángeles acompañadas de un nuevo tema musical interpretado y escrito por Chris Isaak. Para este nuevo tema musical, Kilborn se tocaría en el escritorio con un coro de "The Late Late Show está comenzando" .
El programa continuó originándose en Studio 58 durante el mandato de Kilborn como presentador.
Segmentos incluidos:[cita requerida]
- In the News: un segmento de noticias, cuyo tema principal era " Eye of the Tiger " de Survivor, donde Kilborn brindaba una descripción humorística de los eventos del día. Se llamó brevemente "El mundo de la fantasía" después de los ataques del 11 de septiembre. El segmento también incluyó personajes como el canoso y angelical "Ewok Guy" o la rapera "PG&E" Lady.
- What Up?: Un segmento del viernes donde Kilborn y otros tres panelistas discutieron y bromearon sobre las noticias.
- To Blank with Love: Kilborn dedicó versos a diferentes personas y cosas
- Five Questions: Kilborn hizo una pregunta de geografía, una pregunta "en blanco" al estilo de Match Game en la que el invitado tenía que llenar un espacio en blanco con una palabra relacionada con el invitado, una pregunta de " Ahora piensa en otra " en la que el invitado tenía que adivinar lo que Kilborn tenía en mente. Este segmento fue un vestigio del trabajo anterior de Kilborn como presentador de The Daily Show .
- Tuesdays with Buddy : con Buddy Hackett
- Yambo: Un juego de eliminación entre dos invitados. Kilborn caminaba lentamente en círculos alrededor de los dos invitados famosos y les gritaba preguntas al azar. Una respuesta correcta en tres segundos les valió un punto; con tres puntos ganan un juego. La falta de respuesta o una respuesta incorrecta le otorgaron una huelga; tres strikes resultaban en la victoria del oponente.
- The Weather with Petra Nemcova: Craig y Goldy a veces hacían un informe meteorológico con la modelo Petra Němcová.

Kilborn dejó el programa el 27 de agosto de 2004, dos semanas después de sorprender a los ejecutivos de CBS y Worldwide Pants al anunciar después de varias semanas de conversaciones que no buscaba una renovación de contrato. En una entrevista de junio de 2010, Kilborn declaró que dejó la televisión nocturna debido a su creencia de que el horario nocturno estaba demasiado lleno para que él tuviera éxito. El productor ejecutivo Peter Lasally afirmó más tarde que Kilborn renunció porque no obtuvo el aumento que quería.

### Transición (septiembre-diciembre de 2004)
Dado que Kilborn anunció a principios de agosto que no regresaría al Late Late Show en el otoño, los ejecutivos de CBS y Worldwide Pants decidieron tener una serie de presentadores invitados para dirigir el programa en las audiciones al aire. Si bien inicialmente dijeron que elegirían un anfitrión permanente para fines de octubre, el proceso terminó extendiéndose hasta diciembre. Drew Carey fue el primer anfitrión invitado el 20 de septiembre de 2004 y nuevamente la noche siguiente. Los anfitriones invitados posteriores incluyeron a: Jason Alexander, Jeff Altman, Tom Arnold, Michael Ian Black, Tom Caltabiano, Adam Carolla, Tom Dreesen, David Duchovny, Damien Fahey, Craig Ferguson, Jim Gaffigan, Ana Gasteyer, David Alan Grier, DL Hughley, Lisa Joyner, Donal Logue, Rosie Perez, Ahmad Rashād, Jim Rome, Aisha Tyler y el escritor principal de The Late Late Show, Michael "Gibby" Gibbons culminando con la participación de cuatro finalistas en las pruebas finales de una semana: Craig Ferguson, DL Hughley, Damien Fahey y Michael Ian Black. El 7 de diciembre de 2004 se anunció que Ferguson, un comediante escocés conocido por su papel de Mr. Wick en The Drew Carey Show, se convertiría en el reemplazo permanente de Kilborn. David Letterman dijo más tarde que hizo la selección basándose en la recomendación de Peter Lassally .
Tras la conclusión de las audiciones al aire el 3 de diciembre de 2004, los anfitriones invitados continuaron completando la lista hasta el final del año e incluyeron a: Jason Alexander, Donal Logue, David Alan Grier, Aisha Tyler, Drew Carey, Sara Rue, John Witherspoon, Joe Buck, Susan Sarandon, Don Cheadle, Daryl Mitchell, Bob Saget, Jim Rome, Ana Gasteyer, Damien Fahey y DL Hughley.

### Craig Ferguson (2005-2014)
Bajo el mandato de Craig Ferguson como presentador, el programa comenzó con una apertura (cold open), seguido de los créditos iniciales y una pausa comercial. Luego siguió un monólogo cómico suelto, que incluía constantemente un saludo ("Bienvenidos a Los Ángeles, California, bienvenidos al Late Late Show, soy su presentador, el programa de televisión Craig Ferguson") y la proclamación de que "Es un gran día para Estados Unidos, todos!" .
A partir de 2010, el monólogo también incluyó bromas con Geoff Peterson, su "compañero esqueleto robot", con la voz y el control de Josh Robert Thompson . Este animatrónico fue construido por Grant Imahara de MythBusters, pero pasó por muchas revisiones, la más importante fue el control regular en vivo y la voz de Thompson. Esto cambió la dinámica del programa ya que Ferguson tenía un 'compañero' recurrente con quien bromear.
Después de otra pausa comercial, las bromas continuaron con Ferguson sentado detrás de un escritorio. Por lo general, leía y respondía a los correos electrónicos de los espectadores y (desde febrero de 2010 ) mensajes de Twitter para obtener respuestas aleatorias a las preguntas de los espectadores.
Durante los segmentos, Ferguson ocasionalmente recibía llamadas telefónicas (con la voz de Thompson) de una variedad de personajes, incluidas celebridades, la banda 'muy tímida' (Alfredo Sauce and the Shy Fellas) que supuestamente se escondía detrás de la cortina del set, servicio de habitaciones, un duplicado de Geoff y Miriam, una posible acosadora que confundió a Ferguson con el expresentador Craig Kilborn .
Ferguson llamó a sus seguidores de Twitter su "ejército de esqueletos de robots".
Generalmente se entrevistaba a una o dos celebridades; Ferguson comenzó cada uno rompiendo dramáticamente las notas escritas para la entrevista, "señalando a la audiencia y al invitado que esta conversación no necesita ser manejada de manera rígida". Al final de una entrevista, Ferguson solía pedirle a su invitado que participara en uno de varios rituales; las opciones incluían "Pausa incómoda", "Órgano bucal", "Adivina qué está pensando la reina", el "Gran premio en efectivo" o simplemente unirse a Ferguson para lanzar Frisbees al "caballo" del programa, Secretaría (en realidad, dos pasantes vestidos con un disfraz de caballo de pantomima). De vez en cuando, Craig le pedía a Thompson (como Geoff) que interpretara los pensamientos de Secretaría u otros, en una variedad de voces de celebridades, sobre todo Morgan Freeman. Durante una aparición especial, Morgan Freeman describió la impresión vocal de Thompson de sí mismo como "impecable".
A veces, el programa presentaba a un comediante o un invitado musical, el último de los cuales suele estar pregrabado.
Ferguson incorporó varios chistes corrientes . Los primeros ejemplos incluyeron semanas temáticas como "Semana del cangrejo", "Semana mágica" y "Semana del tiburón". Esta temática aparentemente era una referencia al "Shark Week" en Discovery Channel, y ese canal, diciendo que Ferguson siempre ha amado Shark Week, lo programó para una aparición el 4 de agosto de 2010.  Una broma de "foto de Paul McCartney " (donde Ferguson pidió una foto de McCartney, que en realidad era una foto de la actriz Angela Lansbury y viceversa); el programa a menudo usaba variaciones de esta mordaza con otros pares de celebridades parecidas, como Cher que se muestra como Marilyn Manson, y una imagen de Ann Coulter que se muestra cada vez que Ferguson solicita una foto de Tom Petty .
El programa terminaba con "¿Qué aprendimos en el programa de esta noche, Craig?", un segmento que comenzó con una animación de un gatito y en el que Ferguson "se quita la corbata, pone los pies sobre su escritorio y resume la hora anterior de TELEVISOR."  Desde la presentación del personaje de Geoff, Ferguson solía discutir la lección del día con el robot.
El mandato de Ferguson incluyó la primera transmisión de alta definición del programa, el 31 de agosto de 2009. En marzo de 2010, Late Late Show ganó el premio Peabody a la excelencia en televisión por su episodio "Evening with Archbishop Desmond Tutu ". Según la Junta de Peabody, "Ferguson, nacido en Escocia, ha vuelto a hacer que la televisión nocturna sea segura para las ideas".
El programa tuvo a Peter Lassally como productor ejecutivo durante todo el mandato de Ferguson. Lassally había sido anteriormente productor ejecutivo de The Tonight Show Starring Johnny Carson, Late Night with David Letterman y Late Show with David Letterman .
En abril de 2012, CBS anunció que habían llegado a un acuerdo con Ferguson para extender su contrato hasta 2014. Como parte del trato, la cadena comenzó a coproducir The Late Late Show por primera vez.
Desde el comienzo de la etapa de Ferguson como presentador hasta el 10 de agosto de 2012, The Late Late Show continuó originándose en Studio 58 en CBS Television City, ya que se remonta a los orígenes del programa con Snyder. Ferguson a menudo bromeaba sobre el tamaño pequeño del estudio, el techo con goteras y la mala iluminación. El 27 de agosto de 2012, el programa se trasladó al final del pasillo, al Studio 56, mucho más grande. Aunque el aspecto del escritorio principal era similar al del Studio 58, el espacio adicional en el Studio 56 permitía más asientos para el público, una chimenea para Geoff Peterson, una entrada más grande para el monólogo, un área de actuación musical, así como un escenario estable para el caballo de pantomima del espectáculo, Secretaría.

#### La salida de ferguson
El contrato de Ferguson expiraba en junio de 2014. Su contrato requería que él fuera el primero en la fila para reemplazar a David Letterman como presentador del Late Show . Debido a que CBS eligió a Stephen Colbert para ese puesto, Ferguson recibió una ganancia inesperada de hasta $10,000,000.
El 28 de abril de 2014, Craig Ferguson anunció que dejaría The Late Late Show a finales de año. Según los informes, había tomado la decisión antes del anuncio de Letterman, pero acordó retrasar la publicación de su propia decisión hasta que la reacción a la decisión de Letterman se calmara. Originalmente, también tenía la intención de irse en el verano de 2014, pero acordó quedarse hasta fin de año para darle a CBS más tiempo para encontrar un sucesor. Su último espectáculo fue el 19 de diciembre de 2014 y comenzó con Ferguson interpretando "Bang Your Drum" con muchos de sus invitados a lo largo de los años tocando tambores, incluido Desmond Tutu . El programa contó con Jay Leno como invitado de Ferguson y cameos de Bob Newhart y Drew Carey en el segmento de cierre, una parodia de los finales de Newhart, The Sopranos y St. Elsewhere .

### Transición (enero-marzo de 2015)
En el intermedio entre la partida de Ferguson en diciembre de 2014 y el estreno de James Corden el 23 de marzo de 2015, CBS programó una serie de presentadores invitados para dirigir el programa. Las repeticiones del programa de Ferguson terminaron en 2014. Drew Carey presentó la semana del 5 de enero y lo hizo nuevamente la semana del 2 de marzo. Otros anfitriones invitados incluyeron a Judd Apatow, Will Arnett, Wayne Brady, Whitney Cummings, Jim Gaffigan, Billy Gardell, Sean Hayes, Thomas Lennon, John Mayer, Kunal Nayyar, Adam Pally, Jim Rome, Lauren Graham y Regis Philbin . Además, el programa diurno The Talk emitió una versión especial nocturna en la semana del 12 de enero. Peter Lassally siguió siendo productor ejecutivo durante este período y se retiró de la televisión después de una carrera de seis décadas con la grabación del programa de Arnett el 20 de febrero de 2015, en el que Lassally apareció en un cameo . Los programas que se transmitieron durante el resto de febrero hasta marzo, se habían pregrabado en enero para su transmisión posterior a fin de dar tiempo a CBS para desmantelar el escenario de Ferguson y los asientos tradicionales para la audiencia, y construir un nuevo escenario y disposición de la audiencia para el programa de Corden. Los programas grabados por Cummings, Philbin y Pally se originaron en Nueva York y se grabaron sin audiencia desde Studio 56 en CBS Broadcast Center, el estudio casero de CBS This Morning. Las repeticiones debían completar las dos semanas entre el último nuevo programa presentado por Carey el 6 de marzo y el estreno del programa de Corden el 23.

### James Corden (2015-2023)
El 8 de septiembre de 2014, CBS anunció que James Corden sucedería a Ferguson como presentador el 23 de marzo de 2015. Su programa, originalmente programado para estrenarse el 9 de marzo de 2015, CBS retrasó su estreno hasta el 23 de marzo de 2015, en diciembre de 2014, para usar el torneo de baloncesto de la NCAA como un medio para promover el debut de Corden, y evitar un situación en la que se adelantarían dos episodios durante la primera semana del torneo. El mandato de anfitrión de Corden es el primero en tener una banda en vivo (la falta de ella fue una broma corriente durante el mandato de Ferguson); Reggie Watts es el primer director de orquesta de la franquicia.
De acuerdo con las costumbres empleadas en los programas de entrevista británicos, Corden entrevista a todos los invitados nocturnos a la vez, optando por un estilo más conversacional. También evita sentarse detrás del escritorio del set durante la parte de la entrevista del programa, usándolo solo para fragmentos de comedia y discursos directos a la audiencia. La versión del programa de Corden también se origina en Studio 56 en un set que incluye una barra. Su segmento en "Carpool Karaoke", donde las estrellas cantan sus canciones en autos, se hizo muy popular en línea y los clips del programa se convirtieron en videos populares.
El contrato de David Letterman incluía el derecho a controlar el horario que sigue al suyo y producir el Late Late Show y fue su productora, Worldwide Pants, la que seleccionó a los anfitriones anteriores. Con la partida de Letterman, CBS se convirtió en el único productor del programa. Durante la pandemia de COVID-19, el formato de estilo británico se dejó de lado temporalmente por un formato de programa de entrevistas estadounidense más tradicional con dos entrevistas individuales (a veces realizadas a través de videotelefonía o asientos distantes en el set) e invitados musicales grabando por adelantado desde estudios externos.
El 28 de abril de 2022, se anunció que Corden dejara The Late Late Show a mediados de 2023. En febrero de 2023, se anunció que The Late Late Show con James Corden emitiría su final de serie el 27 de abril de 2023. El episodio será precedido por un especial en horario estelar, The Last Last Late Late Show Carpool Karaoke Special.
En febrero de 2023, Deadline Hollywood informó que CBS estaba considerando utilizar la partida de Corden para revaluar el futuro de The Late Late Show como franquicia, y la cadena consideró formatos alternativos para el intervalo de tiempo que serían más baratos de producir que un programa de entrevistas tradicional. Ese mes, según los informes, la cadena se decidió por una reposición de @midnight producida por Stephen Colbert, un programa de panel con temas de redes sociales transmitido por el hermano Comedy Central desde 2013 hasta 2017, lo que pone fin a la franquicia The Late Late Show después de 28 años. 

## Lista de anfitriones
| Anfitrión             | Primer Programa          | Último Programa         | Episodios |
| --------------------- | ------------------------ | ----------------------- | --------- |
| Tom Snyder            | 9 de enero de 1995       | 26 de marzo de 1999     | 777       |
| Craig Kilborn         | 30 de marzo de 1999      | 27 de agosto de 2004    | 1190      |
| Anfitriones invitados | 20 de septiembre de 2004 | 31 de diciembre de 2004 | 79        |
| Craig Ferguson        | 3 de enero de 2005       | 19 de diciembre de 2014 | 2058      |
| Anfitriones invitados | 5 de enero de 2015       | 20 de marzo de 2015     | 45        |
| James Corden          | 23 de marzo de 2015      | 27 de abril de 2023     | 1197      |